# José Miguel Fernández Cabrera
José Miguel Fernández Cabrera (Santa Cruz de Tenerife, 27 d'octubre de 1965) és un exfutbolista professional canari. Ocupava la posició de migcampista.

## Carrera esportiva
Va jugar en primera divisió entre 1985 i 1988 a les files de la UD Las Palmas, tot sumant 20 partits en total.
A mitjans de la dècada dels 90 va ser una de les peces clau del CF Extremadura en el seu històric ascens a la màxima categoria. Va jugar de nou en Primer la temporada 96/97, amb els extremenys, però perdria la titularitat i només apareixeria en 9 partits.